# Miltinus erythronotus
Miltinus erythronotus är en tvåvingeart som beskrevs av Paramonov 1961. Miltinus erythronotus ingår i släktet Miltinus och familjen Mydidae. Inga underarter finns listade i Catalogue of Life.